# Děkanství v Nymburce
Staré děkanství v Nymburce je barokní areál přistavěný poblíž kostela sv. Jiljí ke středověkým hradbám města Nymburka. Jeho součástí je k bydlení upravená středověká věž městského opevnění Kaplanka; děkanství i věž Kaplanka jsou od roku 1965 chráněny jako kulturní památka.

## Historie

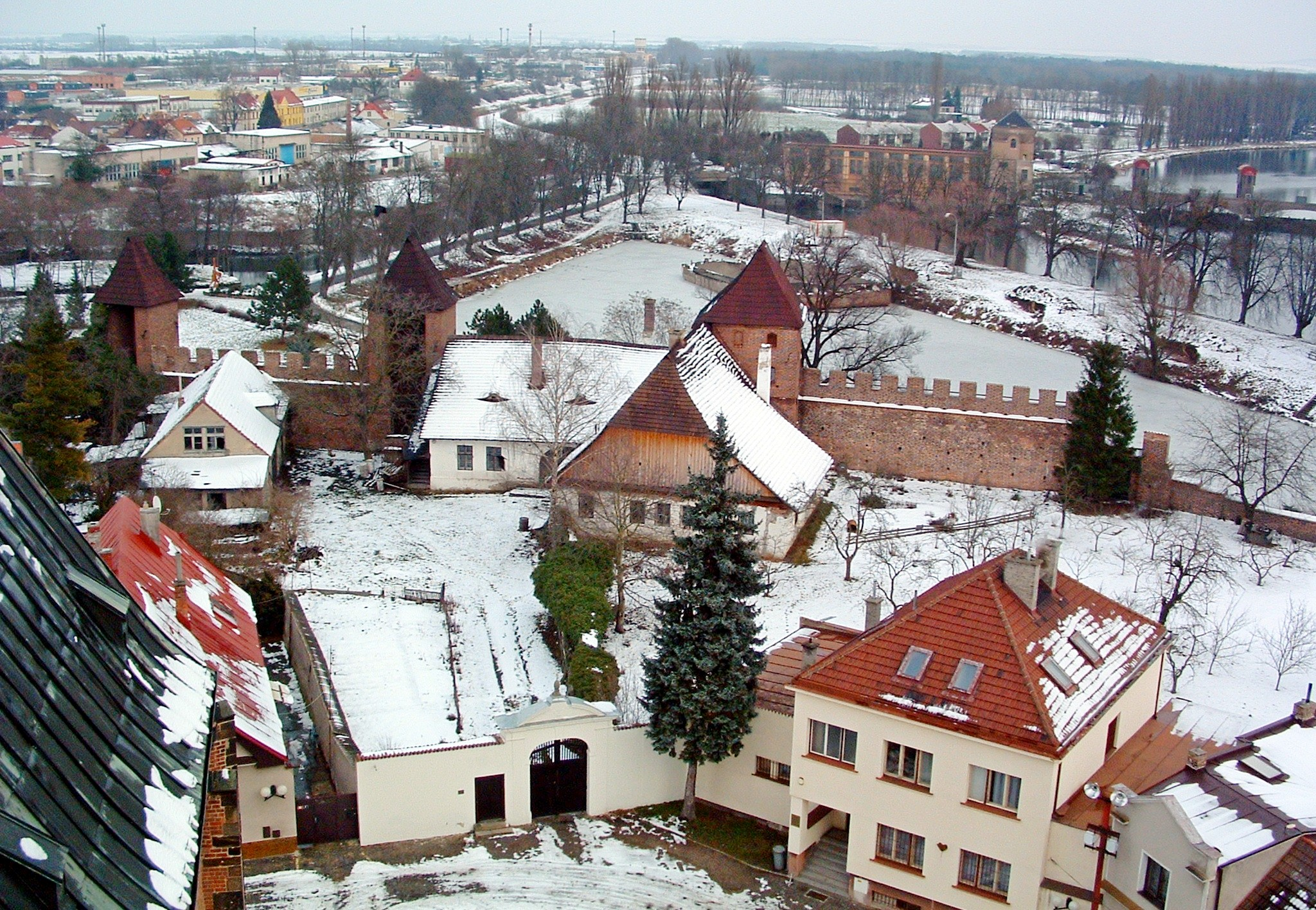
Letecký pohled na areál

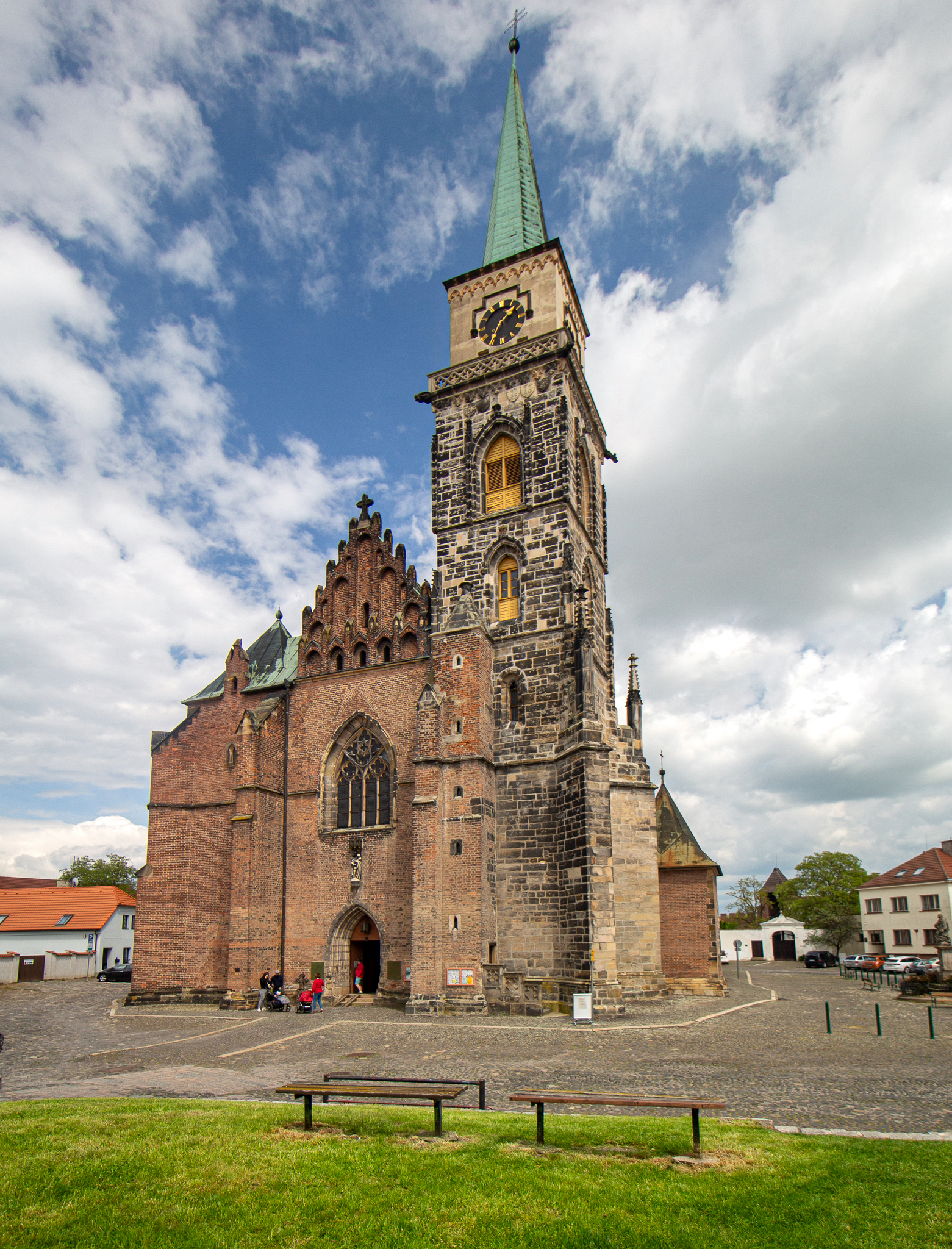
Kostel svatého Jiljí

Hradební věž Kaplanka byla vystavěna při řece Labi spolu s opevněním města v letech 1288–1305. Vedle ní se nacházelo původní děkanství, které shořelo po saském vpádu do českých zemí roku 1631. Po skončení třicetileté války byla věž opravena a upravena na obytnou věž se sýpkou. Spodní místnost věže přitom byla využívána jako vězení. Roku 1657 byla k věži přistavěna nová budova děkanství. Celá stavba, dokončená léta 1674, byla zamýšlena jako provizorium; odpovídá tomu použitý materiál (neotesaná kulatina). Takto vzniklá roubená stavba, mající charakter lidové architektury, se v prvé půli 18. století dočkala částečného přezdění. Roku 1968 byly v areálu uloženy náhrobky, přenesené ze zrušeného hřbitova při svatojiřském kostele.
Po roce 2006 památku koupilo město Nymburk se záměrem ji opravit a využívat pro kulturní akce; roku 2010 proběhla rekonstrukce střechy. Roku 2017 bylo zveřejněno, že památku dlouhodobě ohrožuje bortící se opěrná zeď. Od poloviny dubna 2024 prochází objekt revitalizací; promění se na společenské a kulturní centrum.

## Popis
Do areálu se vstupuje barokní zděnou bránou. Děkanství je barokní přízemní dvoukřídlá budova (ve tvaru písmene L) z kamene a cihel. Střecha je polovalbová, krytá šindelem. Fasády jsou hladké. Nad vstupním portálem je letopočet 1792. Budova má zachovánu velkou kuchyni a patrové gotické sklepy se studnou.